# Наменска индустрија
Наменску индустрију једне земље сачињавају компаније које се баве производњом производа и пружањем услуга специјалне намене. То су најчешће производи у домену наоружања али и тајна научна истраживања попут истраживања свемира, нуклеарне технологије и слично.
Типични производи су војни авиони, бродови, војна возила, оружје и електронски системи. Сервиси укључују логистику, техничку подршку, тренинг и комуникациону подршку.

## Српска наменска индустрија
Српску наменску индустрију чини систем предузећа са посебним капацитетима за производњу наоружања и војне опреме. 
То су:
- Југоимпорт - СДПР у Београду
  - Борбени сложени системи - погон Морава у Великој Плани
  - Фабрика стрељачке муниције у Узићима
- ЕДеПро у Београду
- Сензор Инфиз у Београду
- MTT-Инфиз у Београду
- ИМТЕЛ комуникације у Београду
- Утва у Панчеву
- Телеоптик - жироскопи у Земуну
- Прва искра - Наменска производња у Баричу
- Пупин Телецом У Вождовцу
- Застава Оружје у Крагујевцу
- Застава ТЕРВО У Крагујевцу
- 14.октобар у Крушевцу
- Трајал у Крушевцу
  - Фабрика заштитних средстава
  - Фабрика експлозива и пиротехнике
- Слобода у Чачку
- Први партизан - Наменска производња у Ужицу
- Милан Благојевић - Наменска производња у Лучанима
- Крушик у Ваљеву, Корпорација
- Јумко у Врању
- ФАП у Прибоју
- ППТ Наменска у Трстенику
- ЕИ-ОПЕК у Нишу

## Значај наменске индустрије
Производи наменске индустрије су најчешће финансирани директно од стране државе и могу да буду замајац индустријског развоја и то поред директних послова и освајањем нових технологија, повећањем капацитета и слично. С обзиром на софистицираност производа, врло често инжењери који су радили у наменској индустрији постајали су најбољи стручњаци у својој области и радом на пројектима наменске индустрије долазили до искустава и знања који су ретки у осталим индустријама. На овај начин наменска индустрија даје нову димензију развоју укупне индустрије једне земље. Познато је да су током Хладног рата САД и Совјетском Савезу у војне и сличне пројекте улагали велика средстава и да су ту постизали значајне резултате.
За једно друштво је то велики одлив капитала али се на дуже стазе долазило до искустава који су се касније преливали у решавање проблема цивилног друштва. Поред драгоценог искуства самих инжењера долазило се до резултата у истраживањима попут нових материјала, нових извора енергије (нуклеарна енергија), нових идеја преноса енергије и сл. Познато је да је авио-индустрија највећи напредак доживела током Другог светског рата управо захваљујући надљудским напорима инжењера и држава учесника рата да модернизују своја наоружања. Хладни рат унапредио је коришћење нуклеарне енергије тако да се она у великој мери данас користи у цивилне сврхе. Развој и производња тенка М-84 је у СФРЈ укључило више од 300 фабрика из целокупне земље и тиме допринело да се наоружа ЈНА, али и створи добар извозни производ. Сличан ефекат је требало очекивати и од производње Новог авиона. Државе које су у непосредној ратној опасности или у рату улажу огромна средства у ову индустрију. То је са једне стране неминовно због потребе одбране али за саму државу дужи рат или ратна опасност постаје велико оптерећење.
| Ранг |                           | Земља                | Потрошња ($b.) | %БДП |
| –    |                           | Цео свет             | 1.158[4]       | 2,41 |
| ---- | ------------------------- | -------------------- | -------------- | ---- |
| 1    | Сједињене Америчке Државе | САД                  | 528,7          | 3,99 |
| 2    | Уједињено Краљевство      | Уједињено Краљевство | 59,2           | 2,49 |
| 3    | Француска                 | Француска            | 53,1           | 2,38 |
| 4    | Кина                      | Кина                 | 49,5           | 1,88 |
| 5    | Јапан                     | Јапан                | 43,7           | 1,00 |
| 6    | Њемачка                   | Немачка              | 37,0           | 1,28 |
| 7    | Русија                    | Русија               | 34,7           | 3,54 |
| 8    | Италија                   | Италија              | 33,9           | 1,61 |
| 9    | Саудијска Арабија         | Саудијска Арабија    | 29,0[2]        | 8,32 |
| 10   | Мексико                   | Мексико              | 24,9           | 1,6  |
| 11   | Индија                    | Индија               | 24,2           | 2    |
| 12   | Јужна Кореја              | Јужна Кореја         | 21,9           | 2,47 |
| 13   | Канада                    | Канада               | 14,6           | 1,10 |
| 14   | Аустралија                | Аустралија           | 13,8           | 1,83 |
| 15   | Бразил                    | Бразил               | 13,4           | 1,26 |
| 16   | Израел                    | Израел               | 13,0           | 7,3  |

## Највећи извозници наоружања у свету
Поља у табели су дата у милионима америчких долара. Оне нису увек тачне већ груба претпоставка о количини извезеног наоружања.
| Ранг | Држава       | 2000 | 2001 | 2002 | 2003 | 2004 | 2005 | 2006 | 2007 | 2008 | 2009 | 2010 | 2011 |
| ---- | ------------ | ---- | ---- | ---- | ---- | ---- | ---- | ---- | ---- | ---- | ---- | ---- | ---- |
| 1    | САД          | 7505 | 5801 | 4984 | 5581 | 6616 | 7026 | 7821 | 7454 | 6090 | 6795 |      |      |
| 2    | Русија       | 4190 | 5631 | 5458 | 5355 | 6400 | 5576 | 6463 | 4588 | 6026 | 4469 |      |      |
| 3    | Немачка      | 1622 | 825  | 910  | 1707 | 1017 | 1879 | 2891 | 3395 | 2499 | 2473 |      |      |
| 4    | Француска    | 1033 | 1235 | 1342 | 1313 | 2267 | 1688 | 1586 | 2690 | 1831 | 1851 |      |      |
| 5    | Украјина     | 288  | 661  | 244  | 430  | 202  | 281  | 557  | 799  | 269  | 214  |      |      |
| 6    | Холандија    | 259  | 192  | 243  | 342  | 218  | 611  | 1575 | 1355 | 554  | 608  |      |      |
| 7    | УК           | 1356 | 1116 | 772  | 624  | 1143 | 871  | 978  | 1151 | 1027 | 1024 |      |      |
| 8    | Јужна Кореја | 100  | 240  | 140  | 140  | 410  | 260  | 94   | 228  | 80   | 163  |      |      |
| 9    | Италија      | 192  | 224  | 407  | 321  | 216  | 787  | 860  | 562  | 424  | 588  |      |      |
| 10   | Шведска      | 46   | 7    | 120  | 158  | 73   | 116  | 803  | 529  | 457  | 353  |      |      |
| 11   | Израел       | 308  | 850  | 125  | 468  | 287  | 536  | 472  | 414  | 271  | 760  |      |      |
| 12   | Кина         | 228  | 498  | 544  | 553  | 271  | 223  | 564  | 355  | 544  | 870  |      |      |
| 13   | Канада       | 83   | 129  | 182  | 279  | 305  | 193  | 227  | 343  | 236  | 177  |      |      |
| 14   | Индија       | 4    | 6    | 18   | 17   | 35   | 75   | 105  | 266  |      |      |      |      |
| 15   | Чешка        | 80   | 54   | 73   | 94   | 112  | 109  | 117  | 238  | 467  | 270  |      |      |
| 16   | Швајцарска   | 104  | 120  | 109  | 139  | 201  | 166  | 144  | 211  |      |      |      |      |
| 17   | Бугарска     | N/A  | N/A  | N/A  | 250  | N/A  | 190  | 149  | 192  |      |      |      |      |
| 18   | Шпанија      | 321  | 298  | 365  | 309  | 533  | 244  | 757  | 565  | 603  | 925  |      |      |
| 19   | Србија       | N/A  | N/A  | N/A  | N/A  | N/A  | 33   | 72   | 91   | 224  | 146  | 193  | 164  |